# Proud Like a God
| Оценки критиков | Оценки критиков |
| Источник        | Оценка          |
| --------------- | --------------- |
| AllMusic        | [ 1 ]           |
| Rock Hard       | 7.5 / 10        |

| Оценки критиков | Оценки критиков |
| Источник        | Оценка          |
| --------------- | --------------- |
| Laut.de         | [ 3 ]           |
| Metal.de        | 9 / 10          |

Proud Like a God (с англ. — «Гордый как бог») — дебютный студийный альбом группы Guano Apes. Выпуск состоялся в Германии 6 октября 1997 года на лейбле GUN Records, 24 декабря 1997 года на лейбле GUN Records и BMG Entertainment, в США 28 сентября 1999 года на RCA Records и BMG.
Альбом достиг платинового статуса и разошелся тиражом 200 000 копий в Германии и Швейцарии. Синглы с альбома «Open Your Eyes» и «Lords of the Boards», заняли 5-е и 10-е места в немецких чартах.

## Информация об альбоме

### Предыстория
После победы в конкурсе талантов «Local Heroes» в 1996 году Guano Apes отправились в студию Horus Studio в Ганновере для записи своего дебютного альбома и подписали контракт с GUN Records, подразделение BMG Rights Management. В документальном фильме «Planet of the Apes» барабанщик Деннис Пошватта назвал процесс записи „в действительности плохим опытом“, так как группа не осознавала, что запись альбома существенно отличается от выступления вживую. Вокалистка Сандра Насич, с другой стороны, сочла работу в студии „интересной“ вспомнив, как работа в студии позволяла чувствовать себя уважаемой певицей, в то время как гитарист Хеннинг Рюменапп охарактеризовал её как „обучение без отрыва от производства“.

### Создание альбома
Альбом записывался в период 1996–1997 годы. Первоначально «Proud Like a God» записывался на ленте с высокой выходной мощностью BASF Master 900 Maxima. Музыкальное сопровождение альбома написано группой Guano Apes. Все тексты композиций полностью написаны Сандрой Насич. Наибольшую часть альбома («Open Your Eyes», «Maria», «Rain», «Crossing the Deadline», «We Use the Pain», «Never Born», «Wash it Down», «Scapegoat») продюсировал германский звукоинженер и продюсер Вольфганг Штах в городе Ганновер в студии Horus Sound Studio. Композиция «Lords of the Boards» была спродюсирована самой группой. Микшированием занимался Рональд Прент в студии Wisseloord Studios в Нидерландах. Дополнительно на роль звукоинженера был приглашён Герхард Вёльфле. В песне «Get Busy» скретчинг принадлежит Afam также в записи участвовал виолончелист Smoke. За экстрим-вокал альбома отвечал тренер по вокалу Том Джексон. Над программингом и клавишными работал Гео Шаллер. Над перкуссией и программированием ударных трудился Майкл Вольперс. Над музыкальной составляющей «Proud Like a God» работал Маркус Балк. Для оформления альбома были приглашены фотограф Дирк Шелпмайер и дизайнер студии FUEGO-Ateliers Фридель Мудерс.

### Переиздание
В честь двадцатилетия «Proud Like a God» было издано юбилейное переиздание, релиз состоялся 6 октября 2017 года. Альбом был заново ремастирован и пересведён само же название получило стилизацию под римские цифры. Переиздание включило в себя обновленную двухдисковую-версию оригинального альбома, содержащую миксы 10 песен, а также ранее неизданный трек «Score». Второй диск содержит полностью переработанные «версии 2017 года» шести песен с «Proud Like a God», и три специально записанных кавер-версий для релиза. Песня «Lose Yourself» была выпущена в качестве сингла 15 сентября 2017 года. В день релиза переиздания был представлен видеоклип на данный сингл.

## Список композиций
Все тексты написаны Сандрой Насич кроме отмеченных, вся музыка написана Guano Apes кроме отмеченных.
| №                   | Название                              | Длительность |
| ------------------- | ------------------------------------- | ------------ |
| 1.                  | «Open Your Eyes»                      | 3:06         |
| 2.                  | «Maria»                               | 3:45         |
| 3.                  | «Rain»                                | 4:34         |
| 4.                  | «Lords of the Boards»                 | 3:40         |
| 5.                  | «Crossing the Deadline»               | 3:23         |
| 6.                  | «We Use the Pain»                     | 2:30         |
| 7.                  | «Never Born»                          | 5:16         |
| 8.                  | «Wash it Down»                        | 3:03         |
| 9.                  | «Scapegoat»                           | 3:20         |
| 10.                 | «Get Busy»                            | 3:22         |
| 11.                 | «Suzie»                               | 2:53         |
| 12.                 | «Tribute»                             | 9:12         |
| 13.                 | «Move a Little Closer» (скрытый трек) | 2:49         |
| Общая длительность: | Общая длительность:                   | 50:53        |

#### Proud Like a God XX
| №                   | Название                            | Длительность |
| ------------------- | ----------------------------------- | ------------ |
| 1.                  | «Open Your Eyes» (2017 mix)         | 3:08         |
| 2.                  | «Maria» (2017 mix)                  | 3:42         |
| 3.                  | «Rain» (2017 mix)                   | 4:36         |
| 4.                  | «Lords of the Boards» (ремастеринг) | 3:43         |
| 5.                  | «Crossing the Deadline» (2017 mix)  | 3:24         |
| 6.                  | «We Use the Pain» (2017 mix)        | 2:30         |
| 7.                  | «Never Born» (2017 mix)             | 5:18         |
| 8.                  | «Wash it Down» (2017 mix)           | 3:05         |
| 9.                  | «Get Busy» (2017 mix)               | 3:26         |
| 10.                 | «Suzie» (2017 mix)                  | 2:53         |
| 11.                 | «Score» (2017 mix)                  | 2:30         |
| Общая длительность: | Общая длительность:                 | 38:15        |

| №                   | Название                                                      | Длительность |
| ------------------- | ------------------------------------------------------------- | ------------ |
| 1.                  | «Open Your Eyes» (версия 2017; при участии Danko Jones)       | 3:03         |
| 2.                  | «Lose Yourself» (cover Eminem)                                | 2:50         |
| 3.                  | «Rain» (версия 2017)                                          | 4:29         |
| 4.                  | «Crossing the Deadline» (ремастеринг)                         | 2:34         |
| 5.                  | «This is Not America» (cover Pat Metheny Group & David Bowie) | 2:41         |
| 6.                  | «Never Born» (версия 2017)                                    | 2:56         |
| 7.                  | «Precious» (cover Depeche Mode)                               | 3:46         |
| 8.                  | «Suzie» (версия 2017)                                         | 2:45         |
| 9.                  | «Get Busy» (версия 2017)                                      | 3:10         |
| Общая длительность: | Общая длительность:                                           | 28:14        |

## Участники записи
| Guano Apes - Сандра Насич — вокал. - Хеннинг Рюменапп — гитара. - Штефан Уде — бас-гитара. - Деннис Пошватта — ударные. Приглашённые музыканты - Afam — скретчинг. - Smoke — виолончель. | Технический персонал - Том Джексон — тренер вокала. - Майкл Уолперс — перкуссия. - Рональд Прент — сведение. - Фридель Мюде — дизайн. |

## Приём
CMJ дал положительный отзыв, высоко похвалив вокальный диапазон Сандры Насич назвав альбом «хорошо смешанным сочетанием сладкой поп-музыки и грубого рока, с небольшим количеством лупов, основанных на электронной музыке, и атмосферы, добавленной в хорошей мере».

## Чарты
| Сингл            | Год  | Чарт       | Позиция |
| ---------------- | ---- | ---------- | ------- |
| «Open Your Eyes» | 1997 | Германия   | 5       |
| «Open Your Eyes» | 1997 | Австрия    | 10      |
| «Open Your Eyes» | 1997 | Швейцария  | 11      |
| «Open Your Eyes» | 1997 | Нидерланды | 19      |
| «Open Your Eyes» | 1997 | Бельгия    | 14      |
| «Open Your Eyes» | 1997 | Италия     | 8       |
| «Open Your Eyes» | 2000 | США        | 24      |

| Чарт (1998)            | Позиция |
| ---------------------- | ------- |
| Немецкий чарт альбомов | 13      |
| Чарт (1999)            | Позиция |
| Немецкий чарт альбомов | 30      |

## Сертификаты
| Регион | Сертификация | Продажи    |
| --- | ------------ | ---------- |
| Австрия (IFPI Austria)                                                                                                   | Золотой      | 25 000*    |
| Бельгия (BEA) | Золотой      | 25 000*    |
| Германия (BVMI) | Платиновый   | 600,000    |
| Италия (FIMI) | Золотой      | 50 000*    |
| Нидерланды (NVPI) | Золотой      | 50 000^    |
| Польша (ZPAV) | Золотой      | 50 000*    |
| Португалия (AFP) | Платиновый   | 40 000^    |
| Швейцария (IFPI Switzerland)                                                                                             | Платиновый   | 50 000^    |
| США | —            | 80,000     |
| Итого |              |            |
| Европа (IFPI) | Платиновый   | 1 000 000* |
| * Данные о продажах приведены только на основе сертификации. ^ Данные о тиражах приведены только на основе сертификации. |              |            |